# (3160) Angerhofer
(3160) Angerhofer es un asteroide que forma parte del cinturón de asteroides y fue descubierto el 14 de junio de 1980 por Edward L. G. Bowell desde la Estación Anderson Mesa, en Flagstaff, Estados Unidos.

## Designación y nombre
Angerhofer fue designado inicialmente como 1980 LE.
Más adelante, en 1986, a propuesta del descubridor según una sugerencia de P. Kenneth Seidelmann, se nombró en honor del astrónomo estadounidense Philip E. Angerhofer (1950-1986).

## Características orbitales
Angerhofer está situado a una distancia media del Sol de 2,376 ua, pudiendo acercarse hasta 2,003 ua y alejarse hasta 2,75 ua. Su excentricidad es 0,1572 y la inclinación orbital 5,076 grados. Emplea en completar una órbita alrededor del Sol 1338 días.

## Características físicas
La magnitud absoluta de Angerhofer es 13,4.